# Dryobotodes quercus
Dryobotodes quercus är en fjärilsart som beskrevs av Charles Boursin 1965. Dryobotodes quercus ingår i släktet Dryobotodes och familjen nattflyn. Inga underarter finns listade i Catalogue of Life.